# 読売ジャイアンツ歴代4番打者一覧
読売ジャイアンツ歴代4番打者一覧（よみうりジャイアンツれきだいよばんだしゃいちらん）は、日本のプロ野球球団である読売ジャイアンツ（以下特記を除き「巨人」と称す）が4番打者を、独自の基準で選別して一覧化しているものである。

## 概要
野球の打順について、日本ではいわゆる「クリーンナップ」の中心となる4番にチーム最強の打者を置くことが多く見られ、同球団については、球団の歴史として関連データを記録・整理し、公表されている。
巨人はこの歴代4番打者には独自基準を設けており、公式試合の打順で4番打者となった選手が全て含まれているわけではなく、以下の2ケースを除外して掲載されている。
1. 試合の途中から4番に入ったケース
2. 先発に名前を連ねただけの偵察メンバーのケース（この場合次に4番に入る選手を先発扱いとする）

この歴代4番打者という概念は各種スポーツ報道や、引退選手の肩書としても見られる。
なお、この「歴代4番打者」という表現を、球団や報道機関などが積極的かつ公式に使用しているのは読売ジャイアンツの選手に対してだけであり、他の11球団では「歴代4番打者」という概念が公式に表された形での存在の形跡は見られない。
またOBの中には「第○代」という呼称に異論を唱える者もいる。原辰徳は4番はファンが決めるものという考えを持ちつつ、メディアではたった1試合でも4番で先発出場したからと全てに第○代とつけるが、それには異論があると言い「数百試合を先発で出ていないと4番と言えないのではないか」という意見を持っている。

## 歴史

### 黎明期
球団創設時の中心選手だった第3代4番の中島治康は、1938年秋に打率.361、10本塁打、38打点の成績で史上初の三冠王に輝いた。

### 川上時代
戦前から戦後にかけて、「打撃の神様」と呼ばれた川上哲治が巨人の第7代4番として1658試合（歴代最多。他チームを含めた4番打者の出場数で見ても2259試合の野村克也、1734試合の落合博満に次ぐ。通算出場1979試合の83.8%に相当。）で4番を務め、数々の打撃タイトルを獲得した。
一方で兵役で川上がいなかった1943年から1946年途中には投手の名前も見られる。これは戦争の影響による選手不足が主な原因であり、例えば11代ヴィクトル・スタルヒン、12代近藤貞雄が4番に入った1944年には前年在職35名中休職16名の状況からさらに3名の退団者と10名の入営者を出し、解散した球団から譲り受けた選手と新人選手で何とかメンバーを組んでいる状態だった。

### 王・長嶋（ON）時代（V9時代）
1958年に第25代4番となる長嶋茂雄が入団。同年8月6日の対広島カープ戦で初めて4番に座ると以後は長嶋が4番に固定され、新しい時代を迎えることとなる。翌1959年には後に第28代4番となる王貞治が入団。1962年の開幕戦で初の4番に座ると以後は長嶋と王が交互に4番打者を務め、「ON砲」と呼ばれた。通算で長嶋は1460試合、王は1231試合で4番を任され、巨人のV9時代の中心を担った。ただし、長嶋の現役中は4番を長嶋が打つことが多く、王が4番の出場数で長嶋を上回ったのは、終盤に長嶋が怪我をしてしまい、また王自身も初の三冠王を獲得した1973年が初めてであった。
そのV9時代の初期の頃には、試合数こそ少ないが、32代吉田勝豊、33代田中久寿男、34代高倉照幸、35代森永勝也ら移籍選手の名前が連なる。当時の打線補強の形跡が垣間見られる（参考）。
この時代、長嶋と王が怪我や調整等でスタメンを外れた試合以外で4番打者に座ったのは、36代柴田勲のみである。
その後、1971年から1973年の3シーズンは新たに4番打者がなく、打線の中軸の固定化が見られる。1974年に長嶋が引退し、以後は主に王が4番を務めた。1976年から1979年にかけては日本ハムファイターズからトレード移籍してきた第39代張本勲が王と3、4番を組んだ（OH砲）。

### 原時代
1980年に王が引退した後、1980年代から1990年代初頭にかけては、「若大将」と呼ばれた第48代原辰徳が中心の時代になる。「ONの後継者」というプレッシャーに耐え、原は4番打者として1066試合に出場し、255本塁打を記録した。その原を支えるように、45代中畑清と50代ウォーレン・クロマティが同じ時期にそれぞれ200試合近く4番を務めた。

### FA制度導入以降
1993年シーズン終了後からプロ野球ではフリーエージェント（FA）制度が導入され、同制度を活用した選手獲得に積極的な方針をとった巨人では4番打者の流れも大きく変わることとなった。元々張本を筆頭に他球団からトレードで4番に据えられるだけの大物選手を獲得することは珍しくなかったが、それにFA制度の獲得も加わり、さらには他球団で活躍していた外国人選手の契約期間が満了して自由契約となると彼らも積極的に獲得するようになった。

#### 落合博満
端緒となったのは、1994年に球団史上初のFA入団選手となった落合博満である。中日ドラゴンズからFA移籍してきた落合は、1994年から1996年までの3年間、第60代の4番打者として331試合で4番打者を務めた。移籍1年目の背番号は第60代4番打者にちなんだ60だった。落合が在籍した3年間で2度のリーグ制覇を果たした。
1995年には史上最年長で首位打者争いを繰り広げ、8月31日時点で打率.332、最終的にはシーズン打率.311（リーグ4位）、17本塁打、65打点を記録。
翌1996年は、8月31日に野口茂樹から受けた左手首への死球により残りのシーズンを棒に振ったが、打率.301、21本塁打、86打点を記録した。
更に巨人軍史上においても、この落合博満が現在においても巨人軍史上最年長4番打者（1996年8月31日 42歳8か月）であり、その記録を保持している。

#### 松井・清原・高橋（MKT）
1996年オフに落合が退団し、入れ替わるように西武ライオンズからFAで清原和博が入団。1997年から2004年頃までは62代松井秀喜、64代清原、66代高橋由伸の3人が主に4番打者を務めることとなった（MKT砲）。松井は入団3年目の1995年に初めて4番打者を務め、翌1996年も開幕当初は4番を務めたがシーズン途中から4番を落合に譲り3番に回っていた。その後1999年まで、清原や高橋、67代ドミンゴ・マルティネスらが4番を打ったこともあった。監督の長嶋茂雄が松井を長らく3番打者で使った理由は、「3番最強打者論」を唱えていたからとされる。松井はその後、2000年の開幕戦で4番打者を務め、以後2002年までの3年間全試合4番としてフルイニング出場を果たし、2度の日本一に貢献した。2002年オフに松井がFA権を行使してニューヨーク・ヤンキースに移籍してからは高橋らが4番に置かれたが、4番固定には至らなかった。
またこの時期は、（松井が4番に固定された3年間を除き）4番打者が乱立した時代でもある。そのメンバーにはFA制度を利用してヤクルトスワローズから61代広澤克実、西武ライオンズから64代の清原、トレードによって近鉄バファローズから65代石井浩郎、福岡ダイエーホークスから69代小久保裕紀、他球団で活躍した外国人選手として西武（西武自由契約後、リーガ・メヒカーナ・デ・ベイスボルを経て）から67代のマルティネス、ヤクルトから68代ロベルト・ペタジーニと、他球団に所属経験のある選手が多くみられた。彼らのほとんどは4番打者として長期間起用され続けるには至らなかったが、2004年シーズン後半から2005年にかけては小久保が4番打者を務め、ようやく一定の安定をみることとなった。

#### 李承燁
2006年に原が監督（第2次）に就任すると、千葉ロッテマリーンズから自由契約で移籍した第70代李承燁を開幕から4番に据え、各1試合ずつ第71代二岡智宏、小久保、高橋が入っただけで打線を固定化した。
2007年前半も李が4番に座ったが、シーズン中盤には第72代として阿部慎之助が、後半戦になってからは第73代としてこの年日本ハムからFA移籍した小笠原道大が4番を務め、シーズン最終盤では李が4番に戻った。2007年7月29日の広島東洋カープ戦はその時点で巨人に在籍していた歴代4番経験者全員が本塁打を放ち（66代高橋ソロ本塁打、70代李ソロ本塁打、71代二岡ソロ本塁打、72代阿部ソロ本塁打と2点本塁打、73代小笠原3点本塁打）、その得点のみで9-0で勝利するという珍しい試合となった。なおこの試合の4番は小笠原だった。

#### ラミレス
2008年も当初は李が4番を務めたが、後にヤクルトから移籍の74代アレックス・ラミレスが4番に固定された。ラミレスは2009年と2010年は全試合4番スタメンで出場。2011年7月13日の阪神タイガース戦まで469試合連続で4番スタメンを守ったが、この試合で受けた死球の影響で翌14日はスタメンを外れ、75代長野久義が初の4番となりシーズン終盤は阿部慎之助が4番を務めた。ラミレスは2011年オフに退団。

#### 阿部慎之助
ラミレスの退団以降、2012年から2017年までの6年間は、いずれのシーズンも阿部慎之助が最も多く先発四番に起用された。
2012年に阿部がチーム史上初めて「4番・捕手」として開幕戦に出場、しばらく阿部が4番を務めた後、横浜から移籍の村田修一が76代の4番となったが、同年後半からは阿部が4番で固定され、阿部の休養時のみ村田や高橋、2013年にはホセ・ロペス（77代）、ジョン・ボウカー（78代）など、助っ人が4番に座った。
2013年8月24日、横浜DeNAベイスターズ戦でこれまで4番で固定されていた阿部が約1年ぶりに4番を降り「3番・捕手」、代わってこの8月の月間MVPを受賞する好調さを見せていた村田が「4番・三塁手」として出場した。
2014年から2015年にかけては阿部・村田の不調や怪我が重なったことから、2014年にはレスリー・アンダーソン（79代）、フレデリク・セペダ（80代）、など新戦力やベテランの高橋、リーグ優勝決定後には大田泰示（81代）がそれぞれ座り、2015年には阿部が離脱、村田はさらなる不調に見舞われ、坂本勇人（82代）が4番を務めた。しかし、その坂本も故障で離脱すると、中井大介（83代）、亀井善行（84代）と矢継ぎ早に新4番を任命された。しかし、シーズンを通してみれば、4番としての最多出場は阿部が守った格好となった。ちなみに、阿部は2015年に一塁手にコンバートされている。
2016年は阿部はコンディション不良によって二軍調整となり、高橋監督は新外国人のギャレット・ジョーンズ(85代)に開幕4番を託す。その後、セ・パ交流戦の時期からギャレットに代わり長野が4番を務めていた。しかし、オールスター明け数試合後の打順の見直しにより長野は1番打者に回り、4番にはセ・パ交流戦から復帰していた阿部が返り咲く。阿部は終盤の消化試合2試合を除いて4番を守り抜き、シーズン通算での4番としての最多出場を維持した。
2017年は「4番・一塁手」として主に起用されたが、87代ケーシー・マギーや村田が起用された試合もあった。その後は岡本和真の飛躍や加齢により、主に代打の切り札として起用され、2019年に現役を引退した。

#### 岡本和真
2018年以降のシーズンは、いずれも岡本和真が最も多く先発4番に起用されている。
2018年は開幕4番はアレックス・ゲレーロだったが、6月2日に初めて4番打者として起用されるとシーズン終了まで四番を任され、「3割・30本塁打・100打点」の最年少記録を樹立した。
2019年も主に岡本が4番で起用された。前半戦は打率が低迷し、この年遊撃手として初の3割40本塁打を記録した坂本勇人に4番を譲る試合もあったが、後半戦は復調し、2年連続30本塁打を記録するなど、5年ぶりのリーグ優勝に貢献した。
2020年も岡本が開幕以降先発4番で起用され続けていたが、9月16日にコンディション不良のためスタメンを外れ、丸佳浩が第90代目の4番打者として出場した。最終的に岡本は118試合に4番で出場し、初のタイトルとなる本塁打王・打点王を獲得。チームも二連覇を果たした。
2021年は全試合に4番として出場した。球団で全試合4番として出場したのは2010年のアレックス・ラミレス以来5人目である。そして、2年連続となる本塁打王、打点王の2冠を達成した。しかし、クライマックスシリーズでは、コンディション不良で登録を外れ、代役として丸佳浩が415日ぶりに4番を務めた。
2022年も岡本が開幕から4番として出場していたが、那覇遠征に帯同するもコンディション不良により4月12日から15日までの3試合を欠場、代役として坂本が4番を務めた。16日に復帰し以降も4番で出場し続けていたが、長引く不振により8月11日に6番に降格、中田翔が第91代4番として先発出場し、終幕まで中田が4番を務めた。22年秋から23年春には侍ジャパン・WBC2023に選出され、WBCから帰国後のオープン戦最終日の3月26日・楽天戦から4番として戦列に戻った。
2023年も開幕から4番として出場していたが、8月29日に発熱のため特例2023の対象選手として登録を抹消され、3試合坂本が4番として出場。9月1日に復帰後は再び4番として出場し、シーズン通算で140試合、41本塁打で3度目の本塁打王に輝いた。翌2024年はは坂本の三塁手転向に伴い一塁手にコンバートされた一方、引き続き143試合全て4番打者で先発出場した。
2025年は開幕から4番として好調であったが、5月6日、一塁守備についていた岡本は三塁からの送球が逸れ打者走者の中野拓夢と交錯、全治3か月程度を要する左肘靱帯損傷を負った。翌7日は吉川尚輝（第92代）、さらに10日にはトレイ・キャベッジ（第93代）、13日には大城卓三（第94代）、7月3日には増田陸（第95代）が4番で出場した。

## 成績
歴代選手の4番での打撃成績は以下の通り。

選手名のソートは登録名の五十音順とする。
| 代 | 選手                     | 期間        | 試合 | 打数 | 安打 | 本塁打 | 打点 | 打率 |
| -- | ------------------------ | ----------- | ---- | ---- | ---- | ------ | ---- | ---- |
| 1  | 永沢富士雄               | 1936夏      | 1    | 3    | 0    | 0      | 0    | .000 |
| 2  | 伊藤健太郎               | 1936夏-1943 | 17   | 62   | 14   | 1      | 8    | .226 |
| 3  | 中島治康                 | 1936夏-1948 | 410  | 1648 | 467  | 34     | 266  | .283 |
| 4  | 筒井修                   | 1936秋      | 6    | 22   | 3    | 0      | 2    | .136 |
| 5  | 前川八郎                 | 1937秋      | 1    | 2    | 0    | 0      | 0    | .000 |
| 6  | 水原茂                   | 1937秋      | 4    | 15   | 2    | 1      | 2    | .133 |
| 7  | 川上哲治                 | 1939-1958   | 1658 | 6420 | 2034 | 162    | 1130 | .317 |
| 8  | 青田昇                   | 1943-1952   | 47   | 185  | 39   | 1      | 31   | .211 |
| 9  | 木暮力三                 | 1943        | 11   | 35   | 5    | 0      | 1    | .143 |
| 10 | 中村政美                 | 1943-1944   | 27   | 100  | 22   | 1      | 14   | .220 |
| 11 | 須田博                   | 1944        | 1    | 5    | 1    | 0      | 0    | .200 |
| 12 | 近藤貞雄                 | 1944        | 2    | 8    | 2    | 0      | 1    | .250 |
| 13 | 川畑博                   | 1944        | 6    | 22   | 3    | 0      | 0    | .136 |
| 14 | 黒沢俊夫                 | 1946        | 37   | 136  | 38   | 0      | 18   | .279 |
| 15 | 小松原博喜               | 1947        | 1    | 4    | 2    | 0      | 0    | .500 |
| 16 | 平山菊二                 | 1948        | 3    | 11   | 2    | 0      | 2    | .182 |
| 17 | 宇野光雄                 | 1951-1953   | 7    | 23   | 5    | 0      | 1    | .217 |
| 18 | 南村不可止               | 1951-1952   | 17   | 74   | 20   | 0      | 12   | .270 |
| 19 | 手塚明治                 | 1953-1954   | 5    | 13   | 3    | 0      | 1    | .231 |
| 20 | 宮本敏雄                 | 1955-1961   | 21   | 71   | 14   | 1      | 5    | .197 |
| 21 | 樋笠一夫                 | 1955        | 4    | 13   | 3    | 0      | 2    | .231 |
| 22 | 藤尾茂                   | 1955-1961   | 13   | 47   | 10   | 2      | 7    | .213 |
| 23 | 柏枝文治                 | 1955        | 2    | 7    | 0    | 0      | 0    | .000 |
| 24 | 与那嶺要                 | 1958        | 35   | 118  | 34   | 6      | 19   | .288 |
| 25 | 長嶋茂雄                 | 1958-1974   | 1460 | 5396 | 1694 | 314    | 1075 | .314 |
| 26 | 坂崎一彦                 | 1959-1962   | 12   | 44   | 10   | 2      | 4    | .227 |
| 27 | 国松彰                   | 1960-1968   | 4    | 14   | 3    | 0      | 2    | .214 |
| 28 | 王貞治                   | 1962-1980   | 1231 | 3994 | 1258 | 392    | 1009 | .315 |
| 29 | 池沢義行                 | 1963        | 1    | 2    | 0    | 0      | 1    | .000 |
| 30 | 森昌彦                   | 1964-1965   | 6    | 23   | 6    | 0      | 7    | .261 |
| 31 | 相羽欣厚                 | 1965        | 4    | 15   | 6    | 1      | 3    | .400 |
| 32 | 吉田勝豊                 | 1965        | 1    | 4    | 1    | 0      | 0    | .250 |
| 33 | 田中久寿男               | 1967        | 2    | 9    | 3    | 0      | 0    | .333 |
| 34 | 高倉照幸                 | 1967        | 3    | 11   | 2    | 0      | 2    | .182 |
| 35 | 森永勝也                 | 1967        | 1    | 3    | 0    | 0      | 0    | .000 |
| 36 | 柴田勲                   | 1969        | 1    | 3    | 1    | 1      | 2    | .333 |
| 37 | 末次利光                 | 1970-1975   | 15   | 59   | 11   | 3      | 6    | .186 |
| 38 | 柳田俊郎                 | 1974        | 1    | 1    | 1    | 0      | 0    | 1.00 |
| 39 | 張本勲                   | 1976-1979   | 126  | 445  | 140  | 27     | 78   | .315 |
| 40 | 淡口憲治                 | 1976        | 1    | 1    | 0    | 0      | 0    | .000 |
| 41 | デーブ・ジョンソン       | 1976        | 4    | 13   | 2    | 1      | 2    | .154 |
| 42 | ジョン・シピン           | 1978-1979   | 52   | 192  | 61   | 12     | 38   | .318 |
| 43 | 山本功児                 | 1979-1980   | 7    | 29   | 11   | 2      | 6    | .379 |
| 44 | ロイ・ホワイト           | 1980-1982   | 77   | 274  | 73   | 11     | 43   | .266 |
| 45 | 中畑清                   | 1981-1988   | 219  | 850  | 242  | 44     | 147  | .285 |
| 46 | ゲーリー・トマソン       | 1981        | 26   | 96   | 23   | 3      | 11   | .240 |
| 47 | 松原誠                   | 1981        | 1    | 2    | 0    | 0      | 0    | .000 |
| 48 | 原辰徳                   | 1982-1995   | 1066 | 3940 | 1099 | 255    | 729  | .279 |
| 49 | レジー・スミス           | 1983-1984   | 30   | 98   | 26   | 12     | 27   | .265 |
| 50 | ウォーレン・クロマティ   | 1984-1990   | 174  | 658  | 219  | 32     | 121  | .333 |
| 51 | 呂明賜                   | 1988        | 2    | 6    | 1    | 0      | 0    | .167 |
| 52 | 駒田徳広                 | 1988-1992   | 34   | 133  | 50   | 7      | 14   | .376 |
| 53 | 吉村禎章                 | 1990-1998   | 32   | 114  | 30   | 3      | 21   | .263 |
| 54 | マイク・ブラウン         | 1990        | 1    | 4    | 1    | 0      | 0    | .250 |
| 55 | フィル・ブラッドリー     | 1991        | 3    | 12   | 0    | 0      | 0    | .000 |
| 56 | ロイド・モスビー         | 1992-1993   | 12   | 43   | 8    | 1      | 7    | .186 |
| 57 | ジェシー・バーフィールド | 1993        | 22   | 74   | 15   | 4      | 8    | .203 |
| 58 | 岡崎郁                   | 1993        | 3    | 12   | 3    | 0      | 1    | .250 |
| 59 | 大久保博元               | 1993        | 2    | 7    | 1    | 1      | 1    | .143 |
| 60 | 落合博満                 | 1994-1996   | 331  | 1149 | 335  | 48     | 199  | .292 |
| 61 | 広沢克実                 | 1995-1998   | 56   | 204  | 56   | 13     | 38   | .275 |
| 62 | 松井秀喜                 | 1995-2002   | 470  | 1660 | 535  | 138    | 349  | .322 |
| 63 | シェーン・マック         | 1996        | 18   | 71   | 20   | 4      | 13   | .282 |
| 64 | 清原和博                 | 1997-2005   | 297  | 1039 | 259  | 67     | 213  | .249 |
| 65 | 石井浩郎                 | 1997-1999   | 35   | 126  | 35   | 0      | 16   | .278 |
| 66 | 高橋由伸                 | 1999-2014   | 127  | 493  | 142  | 30     | 81   | .288 |
| 67 | ドミンゴ・マルティネス   | 1999        | 63   | 228  | 71   | 12     | 48   | .311 |
| 68 | ロベルト・ペタジーニ     | 2003-2004   | 76   | 253  | 81   | 24     | 60   | .320 |
| 69 | 小久保裕紀               | 2004-2006   | 172  | 651  | 184  | 40     | 108  | .283 |
| 70 | 李承燁                   | 2006-2008   | 233  | 881  | 256  | 57     | 154  | .291 |
| 71 | 二岡智宏                 | 2006        | 1    | 3    | 0    | 0      | 0    | .000 |
| 72 | 阿部慎之助               | 2007-2019   | 505  | 1790 | 514  | 97     | 343  | .287 |
| 73 | 小笠原道大               | 2007        | 38   | 148  | 43   | 7      | 24   | .291 |
| 74 | アレックス・ラミレス     | 2008-2011   | 511  | 1978 | 610  | 139    | 407  | .308 |
| 75 | 長野久義                 | 2011-2016   | 73   | 278  | 70   | 6      | 26   | .252 |
| 76 | 村田修一                 | 2012-2017   | 161  | 602  | 167  | 17     | 81   | .277 |
| 77 | ホセ・ロペス             | 2013-2014   | 3    | 11   | 1    | 0      | 0    | .091 |
| 78 | ジョン・ボウカー         | 2013        | 1    | 1    | 0    | 0      | 0    | .000 |
| 79 | レスリー・アンダーソン   | 2014-2015   | 16   | 56   | 19   | 2      | 9    | .339 |
| 80 | フレデリク・セペダ       | 2014        | 18   | 53   | 9    | 3      | 11   | .170 |
| 81 | 大田泰示                 | 2014-2015   | 12   | 47   | 17   | 0      | 3    | .362 |
| 82 | 坂本勇人                 | 2015-       | 59   | 213  | 65   | 5      | 33   | .305 |
| 83 | 中井大介                 | 2015        | 1    | 2    | 0    | 0      | 0    | .000 |
| 84 | 亀井善行                 | 2015        | 17   | 63   | 16   | 1      | 7    | .254 |
| 85 | ギャレット・ジョーンズ   | 2016        | 41   | 144  | 31   | 7      | 21   | .215 |
| 86 | ルイス・クルーズ         | 2016        | 9    | 37   | 11   | 1      | 5    | .297 |
| 87 | ケーシー・マギー         | 2017-2018   | 49   | 179  | 48   | 6      | 25   | .268 |
| 88 | アレックス・ゲレーロ     | 2018        | 13   | 46   | 12   | 0      | 1    | .261 |
| 89 | 岡本和真                 | 2018-       | 872  | 3255 | 881  | 214    | 608  | .271 |
| 90 | 丸佳浩                   | 2020-       | 2    | 5    | 1    | 0      | 0    | .200 |
| 91 | 中田翔                   | 2022        | 39   | 146  | 36   | 11     | 34   | .247 |
| 92 | 吉川尚輝                 | 2025        |      |      |      |        |      |      |
| 93 | トレイ・キャベッジ       | 2025        |      |      |      |        |      |      |
| 94 | 大城卓三                 | 2025        |      |      |      |        |      |      |
| 95 | 増田陸                   | 2025        |      |      |      |        |      |      |

1. 太字の選手は2025年時点の巨人在籍現役選手。
2. 下線の選手は2025年時点のNPB他球団在籍現役選手。
3. 期間は最初に4番を務めた年と最後に4番を務めた年を示す。
4. 成績は、2024年シーズン終了時。

### 初めて4番に起用した監督
- 阿部慎之助 4人 - 第92〜95代
- 原辰徳 18人 - 第68代、第70代～第84代、第90代～第91代
- 長嶋茂雄 17人 - 第39代～第44代、第57代～第67代
- 川上哲治 12人 - 第27代～第38代[注 5]
- 水原茂 10人 - 第17代～第26代[注 6]

### 巨人での初試合で4番に起用された選手
- 7人 - 永沢富士雄（初代）、落合博満（60代）、清原和博（64代）、李承燁（70代）、フレデリク・セペダ（80代）、ギャレット・ジョーンズ（85代）、アレックス・ゲレーロ（88代）

## 各年度の歴代4番打者
各年度の開幕4番打者とシーズンを通して最も多くの試合で4番を務めた打者は次の通り。
| 年度              | 開幕4番          | 最多4番                                       |
| ----------------- | ---------------- | --------------------------------------------- |
| 1936年夏          | 一塁・永沢富士雄 | 中島治康                                      |
| 1936年秋 - 1940年 | 右翼・中島治康   | 中島治康                                      |
| 1937年春          | 右翼・中島治康   | 中島治康（全試合4番スタメンで出場）           |
| 1937年秋          | 右翼・中島治康   | 中島治康                                      |
| 1938年春          | 右翼・中島治康   | 中島治康（全試合4番スタメン）                 |
| 1938年秋          | 右翼・中島治康   | 中島治康                                      |
| 1939年            | 右翼・中島治康   | 中島治康                                      |
| 1940年            | 右翼・中島治康   | 中島治康                                      |
| 1941年            | 一塁・川上哲治   | 川上哲治                                      |
| 1942年            | 一塁・川上哲治   | 川上哲治                                      |
| 1943年            | 一塁・伊藤健太郎 | 青田昇                                        |
| 1944年            | 三塁・中村政美   | 中村政美                                      |
| 1946年            | 左翼・黒沢俊夫   | 川上哲治                                      |
| 1947年            | 一塁・川上哲治   | 川上哲治                                      |
| 1948年            | 一塁・川上哲治   | 川上哲治                                      |
| 1949年            | 一塁・川上哲治   | 川上哲治（全試合4番スタメンで出場）           |
| 1950年            | 一塁・川上哲治   | 川上哲治                                      |
| 1951年            | 三塁・宇野光雄   | 川上哲治                                      |
| 1952年            | 一塁・川上哲治   | 川上哲治                                      |
| 1953年            | 一塁・川上哲治   | 川上哲治                                      |
| 1954年            | 一塁・川上哲治   | 川上哲治                                      |
| 1955年            | 一塁・川上哲治   | 川上哲治                                      |
| 1956年            | 一塁・川上哲治   | 川上哲治                                      |
| 1957年            | 一塁・川上哲治   | 川上哲治                                      |
| 1958年            | 一塁・川上哲治   | 長嶋茂雄                                      |
| 1959年            | 三塁・長嶋茂雄   | 長嶋茂雄                                      |
| 1960年            | 三塁・長嶋茂雄   | 長嶋茂雄                                      |
| 1961年            | 三塁・長嶋茂雄   | 長嶋茂雄                                      |
| 1962年            | 一塁・王貞治     | 長嶋茂雄                                      |
| 1963年            | 三塁・長嶋茂雄   | 長嶋茂雄                                      |
| 1964年            | 三塁・長嶋茂雄   | 長嶋茂雄                                      |
| 1965年            | 三塁・長嶋茂雄   | 長嶋茂雄                                      |
| 1966年            | 三塁・長嶋茂雄   | 長嶋茂雄                                      |
| 1967年            | 三塁・長嶋茂雄   | 長嶋茂雄                                      |
| 1968年            | 三塁・長嶋茂雄   | 長嶋茂雄                                      |
| 1969年            | 三塁・長嶋茂雄   | 長嶋茂雄                                      |
| 1970年            | 三塁・長嶋茂雄   | 長嶋茂雄                                      |
| 1971年            | 三塁・長嶋茂雄   | 長嶋茂雄                                      |
| 1972年            | 三塁・長嶋茂雄   | 長嶋茂雄                                      |
| 1973年            | 三塁・長嶋茂雄   | 王貞治                                        |
| 1974年            | 三塁・長嶋茂雄   | 王貞治                                        |
| 1975年            | 右翼・末次利光   | 王貞治                                        |
| 1976年            | 一塁・王貞治     | 王貞治                                        |
| 1977年            | 一塁・王貞治     | 王貞治                                        |
| 1978年            | 一塁・王貞治     | 王貞治                                        |
| 1979年            | 一塁・王貞治     | 王貞治                                        |
| 1980年            | 一塁・王貞治     | 王貞治                                        |
| 1981年            | 中堅・ホワイト   | 中畑清                                        |
| 1982年            | 一塁・中畑清     | 中畑清                                        |
| 1983年            | 三塁・原辰徳     | 原辰徳                                        |
| 1984年            | 三塁・原辰徳     | 中畑清                                        |
| 1985年            | 三塁・原辰徳     | 原辰徳                                        |
| 1986年            | 三塁・原辰徳     | 原辰徳                                        |
| 1987年            | 中堅・クロマティ | 原辰徳                                        |
| 1988年            | 三塁・原辰徳     | 原辰徳                                        |
| 1989年            | 左翼・原辰徳     | 原辰徳                                        |
| 1990年            | 左翼・原辰徳     | 原辰徳                                        |
| 1991年            | 左翼・原辰徳     | 原辰徳                                        |
| 1992年            | 一塁・原辰徳     | 原辰徳                                        |
| 1993年            | 三塁・原辰徳     | 原辰徳                                        |
| 1994年            | 一塁・落合博満   | 落合博満                                      |
| 1995年            | 一塁・落合博満   | 落合博満                                      |
| 1996年            | 右翼・松井秀喜   | 落合博満（8月31日、42歳8か月で史上最年長4番） |
| 1997年            | 一塁・清原和博   | 清原和博                                      |
| 1998年            | 中堅・松井秀喜   | 清原和博                                      |
| 1999年            | 一塁・清原和博   | マルティネス                                  |
| 2000年            | 中堅・松井秀喜   | 松井秀喜（3年間全試合フルイニング4番で出場）  |
| 2001年            | 中堅・松井秀喜   | 松井秀喜（3年間全試合フルイニング4番で出場）  |
| 2002年            | 中堅・松井秀喜   | 松井秀喜（3年間全試合フルイニング4番で出場）  |
| 2003年            | 中堅・高橋由伸   | ペタジーニ                                    |
| 2004年            | 右翼・高橋由伸   | 高橋由伸                                      |
| 2005年            | 一塁・清原和博   | 小久保裕紀                                    |
| 2006年            | 一塁・李承燁     | 李承燁                                        |
| 2007年            | 一塁・李承燁     | 李承燁                                        |
| 2008年            | 一塁・李承燁     | ラミレス                                      |
| 2009年            | 左翼・ラミレス   | ラミレス（全試合4番スタメンで出場）           |
| 2010年            | 左翼・ラミレス   | ラミレス（全試合4番スタメンで出場）           |
| 2011年            | 左翼・ラミレス   | ラミレス                                      |
| 2012年            | 捕手・阿部慎之助 | 阿部慎之助                                    |
| 2013年            | 捕手・阿部慎之助 | 阿部慎之助                                    |
| 2014年            | 三塁・村田修一   | 阿部慎之助                                    |
| 2015年            | 一塁・阿部慎之助 | 阿部慎之助                                    |
| 2016年            | 一塁・ギャレット | 阿部慎之助                                    |
| 2017年            | 一塁・阿部慎之助 | 阿部慎之助                                    |
| 2018年            | 左翼・ゲレーロ   | 岡本和真                                      |
| 2019年            | 一塁・岡本和真   | 岡本和真                                      |
| 2020年            | 三塁・岡本和真   | 岡本和真                                      |
| 2021年            | 三塁・岡本和真   | 岡本和真（全試合4番スタメンで出場）           |
| 2022年            | 三塁・岡本和真   | 岡本和真                                      |
| 2023年            | 三塁・岡本和真   | 岡本和真                                      |
| 2024年            | 一塁・岡本和真   | 岡本和真（全試合4番スタメンで出場）           |
| 2025年            | 一塁・岡本和真   |                                               |